# Dragutin Horkić
Dragutin Horkić (Slavonski Brod, 23. travnja 1925. – Zagreb, 8. kolovoza 2009.), hrvatski književnik, prevoditelj, novinar i dugogodišnji urednik Obrazovnog programa Radio Zagreba (kasnije Dječje redakcije Hrvatskog radija). Pisao je pjesme (tzv. SMS poeziju), proipovjetke, putopise, epigrame, aforizme, satiru i radiodrame. Prevodio je s ruskog, engleskog, njemačkog i mađarskog jezika.
Prva knjiga »Iz svakog džepa ponešto« (1959.) nosi ime radijske emisije koja je kasnije stekla veliku popularnost te se na Radio Zagrebu emitirala trideset godina, a prenosili su je i mnogi drugi europski gradovi. Brojne njegove radioigre i obradbe književnih djela emitirane su na radiopostajama u inozemstvu. Dobitnik je posebnih nagrada HND-a 1954. i 1959.
Surađivao je za Vjesnik, Radost, Prirodu, Glas Slavonije, Mladu kulturu, Galeb, Telegram, Smib, Večernji list, Kerempuh i Modru lastu. Najuspjelijim djelom ostaje mu zbirka pripovijetki »Čađave zgode« (1970.), koja je postala školskom lektirom. Godine 2005. proglašen je počasnim građaninom Slavonskog Broda.
Svoje pjesničko nagnuće objasnio je ovako: »Pišem da bih dotaknuo nečiji život, da u neznancu pronađem brata ili sestru«.